# Дубова (без старостинського округу)
Ду́бова — село в Україні, у Поліській селищній територіальній громаді Вишгородського району Київської області. Населення становить 152 осіб.

## Історія
19 липня 2020 року, в результаті адміністративно-територіальної реформи та ліквідації Поліського району, село увійшло до складу новоутвореного Вишгородського району. 
З лютого по квітень 2022 року село було окуповане російськими військами.

## Населення

### Мова
Розподіл населення за рідною мовою за даними перепису 2001 року:
| Мова       | Кількість | Відсоток |
| ---------- | --------- | -------- |
| українська | 145       | 95.39%   |
| російська  | 7         | 4.61%    |
| Усього     | 152       | 100%     |

## Географія
На південній околиці села бере початок річка Олешня.